# Tajmiri helytörténeti múzeum
A Tajmiri helytörténeti múzeum (orosz nyelven: Таймырский краеведческий музей) az Oroszország Krasznojarszki határterületéhez tartozó Tajmiri Dolgan–Nyenyec járás székhelyén, Dugyinka városban működő, 1937-ben alapított kulturális létesítmény. A zord éghajlatú, ritkán lakott járás egyetlen állami múzeuma.

## Ismertetése
A múzeumot 1937-ben alapították. Dugyinka főterén épült, háromszintes modern épületét 2009. április 7-én adták át. Gyűjteményei a tajmiri régió természeti adottságaival, az ott élő népek történelmével, kulturális örökségével kapcsolatos mintegy 80 ezer tárgyat, dokumentumot tartalmaznak. A gyűjteményeinek egy részét is bemutató állandó kiállítás 2011-ben nyílt meg. Szerzői a múzeum vezető munkatársai és a Rarityet Zrt (Szentpétervár) tervezői, mérnökei voltak. 

## Állandó kiállítása
Az épület három szintjén berendezett kiállítás összterülete 1172 négyzetméter. A földszinten található nagy fogadóterem biztosítja a látogatók tájékoztatását és lehetővé teszi, hogy a múzeum szélesítse tevékenységi körét. A földszinti kiállítóteremben iparművészeti és képzőművészeti alkotásokat mutatnak be, valamint tematikus kiállításokat rendeznek a múzeum saját anyagaiból vagy más orosz múzeumok gyűjteményeiből. 
A második szint (első emelet) „Ember és természet” című kiállításán a látogatók megismerkednek a Tajmir régió egyedülálló természetével és az északi Tajmir-félszigeten élő őslakos népek – köztük dolgánok, nganaszanok, evenek, nyenyecek, evenkik 
–  kultúrájával, néprajzával, hagyományos életmódjával. A termekben a múzeum geológiai és őslénytani gyűjteményéből kiállított anyag, a régészeti ásatásokból előkerült eredeti tárgyak, valamint másolatok és rekonstrukciók is láthatók. Bemutatják a Tajmiron 2012-ben talált részlegesen megőrződött mamuttetem (az ún. szopkargai mamut,  szopkarginszkij mamont) preparátum másolatát is. 
A harmadik szinten található a kiállítás történelmi része. Ezt Tajmir dokumentált történetének szentelték, mely a 17. századtól, Mangazeja orosz kolónia dioráma makettjétől kezdve a 21. századig négy nagyobb történelmi részt ölel fel.